# Катастрофа Ил-76 под Ленинаканом (1989)
Катастрофа Ил-76 под Ленинаканом в 1989 году — авиационная катастрофа, произошедшая 20 октября 1989 года под Ленинаканом. Самолет Ил-76ТД Ульяновского Центра ГА СЭВ (Аэрофлот), выполняй плановый рейс по маршруту Ульяновск-Ленинакан, но при заходе на посадку врезался в гору. Погибли все находившиеся на его борту 15 человек ( 5 пассажиров и 10 членов экипажа).

## Самолёт
Ил-76ТД с бортовым номером СССР-76466 (заводской — 0023440153, серийный — 29-09) был выпущен заводом ТАПОиЧ 8 сентября 1982 года, а затем передан в МГА. Министерство направило самолёт в Управление учебных заведений, конкретно в Ульяновский Центр ГА СЭВ, куда Ил-76 поступил 10 октября. На момент катастрофы лайнер имел 2054 часа налёта и 2193 посадки.

## Экипаж
Экипаж самолёта состоял из 10 человек — инструкторов и слушателей учебного центра. Состав был следующий:
- КВС-инструктор В. И. Моткин — сидел в левом кресле, полёт в Ленинакан совершал впервые;
- пилот-стажёр Азимов Т. К. — находился в правом кресле, совершал первый практический полёт;
- проверяющий — заместитель начальника ЛМО В. Д. Лопастейский — фактически был главным на борту;
- штурман-инструктор ЛМО В. В. Лигновский;
- бортинженер-инструктор Н. В. Матейко;
- бортрадист-инструктор А. В. Шотин;
- штурман-стажёр А. В. Корнеенков;
- пилот-стажёр Е. В. Речкин;
- бортоператор И. М. Макаров;
- бортоператор А. М. Лапочкин.

## Катастрофа
Самолёт выполнял учебный полет, который был совмещён с доставкой 37 200 килограммов груза в Ленинакан в рамках программы по восстановлению пострадавших после Спитакского землетрясения районов. Помимо экипажа на борту находились 5 сопровождающих груз. После вылета из Ульяновска Ил-76 занял эшелон 9600 метров.
В 01:15 МСК при подходе к Ленинакану экипаж начал выполнять снижение при отключённом автопилоте на приборной скорости 520 км/ч и со средней вертикальной скоростью 12 м/с. Полёт проходил в норме. В 01:24:57 экипаж связался с диспетчером подхода и доложил о занятии высоты 4200 метров. В ответ диспетчер дал разрешение снижаться до высоты 3000 метров, что экипаж начал выполнять с вертикальной скоростью 8 м/с. В Ленинакане в это время погода была спокойной: тихий ветер, видимость более 5 километров, температура +4 °С, горы закрыты облаками.
При проходе высоты 3300 метров экипаж связался с диспетчером круга и доложил, что выбрана схема захода на посадку по директорному режиму и что давление аэродрома по их данным 637 мм рт. ст. В ответ диспетчер круга сообщил, что эшелон перехода 3000 метров, и уточнил давление аэродрома — 636 мм рт. ст. (Шура—три—Шура). Далее он разрешил снижаться к третьему развороту до высоты 1100 метров по установленной схеме при заходе на посадку по курсу 19°. Экипаж подтвердил получение информации и разрешение на дальнейший заход.
Опустившись до высоты 3000 метров, экипаж ошибочно выставил давление аэродрома не 636, а 736 мм рт. ст., то есть на 100 выше, из-за чего высотомеры стали завышать высоту полёта на 1100 метров. Далее самолёт, летя по курсу 172° с выпущенными спойлерами, начал снижаться с вертикальной скоростью 10 м/с. В 01:29:51, когда Ил-76 находился на фактической высоте 270 метров (высотомеры при этом показывали 1370 метров) и в 18 километрах от аэропорта, сработала звуковая сигнализация опасного сближения с землёй (ССОС). В 01:29:54 с экипажем связался диспетчер и дал указание снижаться до высоты 800 метров к четвёртому развороту. Пилоты подтвердили получение команды и начали её выполнять, несмотря на работающую ССОС.
В 01:30:04 бортинженер увидел, что давление на высотомерах установлено с ошибкой и крикнул: У нас давление 736, 736 давление! Однако экстренных действий экипаж предпринимать не стал, а через 4 секунды прекратила работу ССОС, вертикальная скорость при этом уменьшилась до 3 м/с. Неожиданно пилоты увидели прямо впереди горы и потянули штурвалы на себя до упора, но малое расстояние не дало возможности избежать столкновения. В 01:30:14 Ил-76 в полётной конфигурации со скоростью 440 км/ч врезался в гору, полностью разрушился и сгорел. Все 15 человек на борту погибли.

## Причины
По заключению комиссии причинами катастрофы стали ошибки экипажа:
- неверная установка на барометрических высотомерах левого и правого пилотов давления аэродрома посадки (736 мм рт. ст. вместо фактического 636 мм рт. ст.), вследствие чего высотомеры завышали показания на 1100 метров и самолёт в районе третьего разворота снизился ниже безопасной высоты;
- неиспользования задатчиков радиовысотомеров «Опасная высота», что лишило экипаж дополнительной информации о нарушении заданной высоты полёта;
- невыполнение рекомендаций РЛЭ самолета Ил-76 по экстренному набору высоты при срабатывании «ССОС».

По мнению следователей, такие нарушения были вызваны сочетанием нескольких факторов:
- сидевший в левом кресле КВС-инструктор Моткин не имел практического опыта полётов в высокогорный аэропорт Ленинакана, а сидевший в правом кресле пилот-стажёр Азимов вообще не имел практического опыта полётов;
- проверяющий Лопастейский не контролировал работу членов экипажа и не предотвратил их ошибок;
- плохое взаимодействие членов экипажа, выразившееся в невыдерживании горизонтального полёта при установке значения давления аэродрома на эшелоне перехода, а операции по контрольной карте выполнялись формально;
- пилоты были недостаточно подготовлены к экстренным действиям при срабатывании сигнализации опасного сближения с землёй.